# مرسدس بریر
مرسدس بریر (انگلیسی: Mercédès Brare; ۲۰ دسامبر ۱۸۸۰ – ۲۴ ژانویهٔ ۱۹۶۷) بازیگر اهل کشور فرانسه بود. وی بین سال‌های ۱۹۰۲ تا ۱۹۵۱ میلادی فعالیت می‌کرد. از فیلم‌هایی که او در آنها بازی کرده می‌توان به تنها در شب اشاره کرد.